# Żwirble (sielsowiet Achremowce)
Żwirble (biał. Жвірблі, ros. Жвирбли, Żwirbli) – wieś na Białorusi, w obwodzie witebskim, w rejonie brasławskim, w sielsowiecie Achremowce. W 2019 liczyła 2 mieszkańców.